# Hollywood, Alabama
Hollywood là một thị trấn thuộc quận Jackson, tiểu bang Alabama, Hoa Kỳ. Dân số năm 2009 là 918 người, mật độ đạt 40 người/km².